# Hafenbetriebe Ludwigshafen am Rhein
Die Hafenbetriebe Ludwigshafen am Rhein sind die Hafengesellschaft in Ludwigshafen am Rhein. Die privatrechtliche Gesellschaft mit beschränkter Haftung (GmbH) verwaltet die Rheinhäfen, die sich zwischen den Rheinkilometern 419 und 432 befinden: Nordhafen, Stromhafen, Luitpoldhafen, den Ölhafen und den Kaiserwörthhafen.

## Geschichte
Im Jahr 1822 legte Johann Heinrich Scharpff an der Rheinschanze, die derzeit ein befestigter Brückenkopf war, einen Landungsplatz an. Neben einem Kran wurde ein Lagerhaus errichtet, um die Güter zu lagern, die angeliefert und abtransportiert wurden. In den Jahren des Zweiten Weltkriegs wurde der Hafen fast vollständig zerstört. Im Jahr 1960 wurden die Hafenbetriebe Ludwigshafen gegründet, um den wachsenden Anforderungen, welche die Schifffahrt beanspruchte, gerecht zu werden. Umweltgefährdende Stoffe, die zunehmend auf dem Rhein transportiert werden, führten zur Erstellung des Nordhafens, der 1977 in Betrieb ging und seitdem von der BASF in enger Zusammenarbeit mit den Hafenbetrieben Ludwigshafen betrieben wird.

## Beschreibung

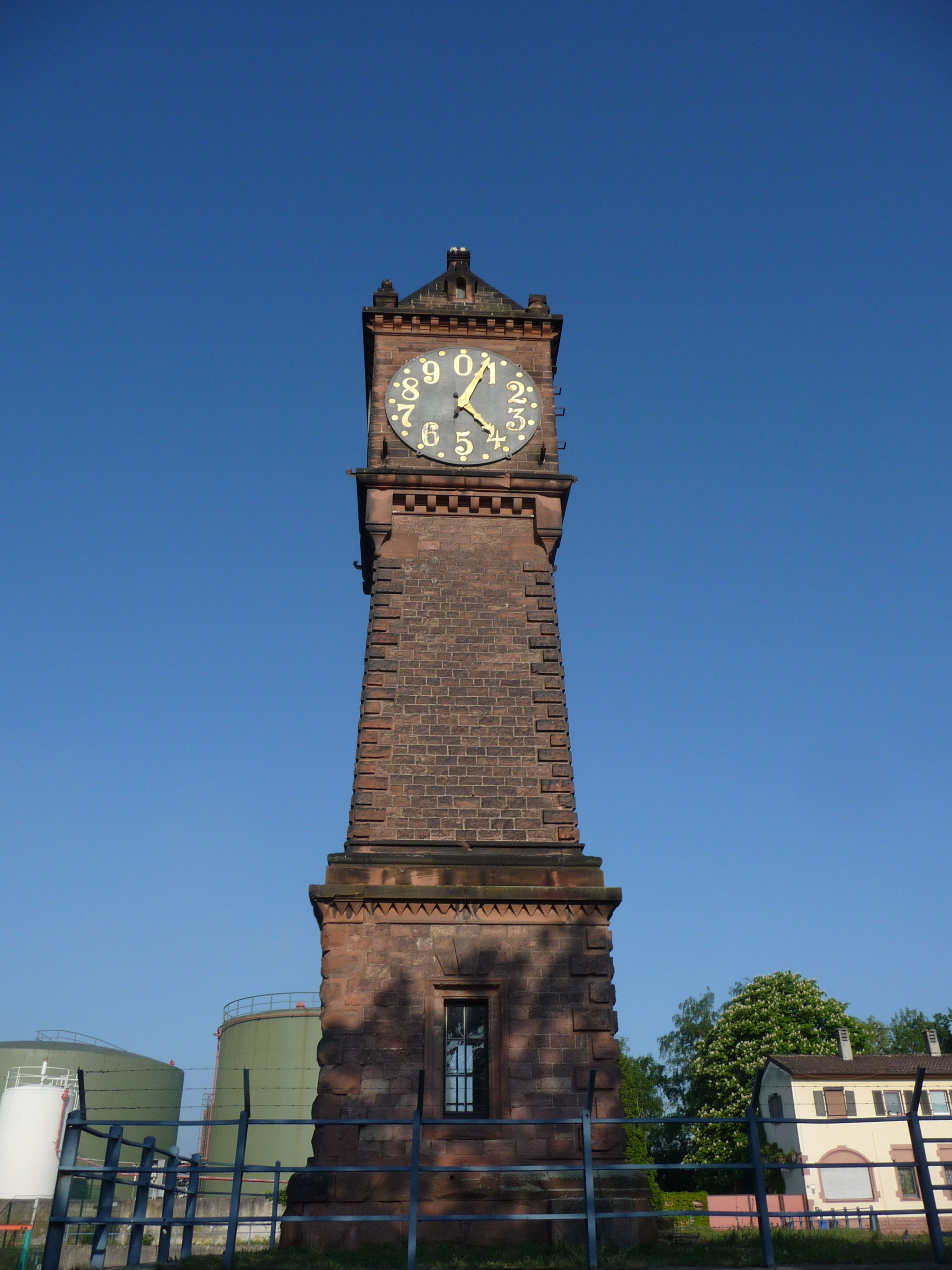
Der Turm der Kammerschleuse in Ludwigshafen

Die einzelnen Hafenteile bilden zusammen den Hafen Ludwigshafen, der seit dem Jahr 1960 von den Hafenbetrieben Ludwigshafen verwaltet wird.
Der Hafen in der rheinland-pfälzischen Stadt Ludwigshafen hat ein Schiffsumschlagsvolumen von etwa 7 bis 8 Mio. Tonnen pro Jahr. Er ist der größte Hafen in Rheinland-Pfalz und gehört zu den fünf größten öffentlichen Binnenhäfen in Deutschland. In den von den Hafenbetrieben Ludwigshafen verwalteten Mengen befinden sich vorrangig regional gefertigte Rohstoffe oder Fertigprodukte, Chemieprodukte, Düngemittel und Mineralöl, Steine und Zement, die von dort verschifft werden.
Die Hafenbetriebe Ludwigshafen schlagen rund 7,8 Mio. Tonnen (Stand: 2012) p. a. um. Sue verwalten zusätzlich ein etwa 14 km langes Eisenbahngleisnetz, was direkt an die Häfen angeschlossen ist.
Die Hafenbetriebe Ludwigshafen sind auch Eigentümer und Verwalter der Kammerschleuse.